# 耆那教素食主義

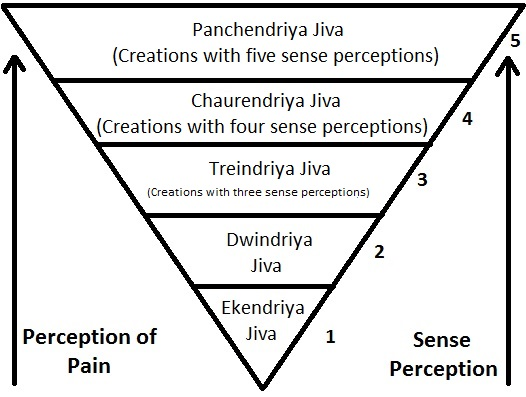
耆那教徒的食物選擇乃建基於不害的原則上，這使他們傾向選擇造成最低暴力的食物。

耆那教素食主義為耆那教文化和哲學的追隨者所實踐的一種飲食規範。在印度次大陸及其他地區，這是最嚴格的飲食規範之一。耆那教飲食是完全素食。為了避免傷害小昆蟲和微生物，以及整株植物因連根拔起而被殺死，它亦排除在地下生長的疏菜如馬鈴薯、蒜頭、洋蔥等。這項原則為耆那教的禁慾者和一般在家眾共同遵守。
基於“不害”的原則，耆那教反對食用肉類、魚類和蛋。一個人所有直接或間接導致殺生或傷害的行為，均被視為暴力，這會產生有害的業力。不害的目的是防止這類業力的積累。 實踐不害的程度在印度教徒、佛教徒和耆那教徒之間有很大差異。耆那教徒相信非暴力是所有人最重要的宗教義務（「不害是最高的義務」是一句經常題寫在耆那教廟宇的格言）。 這是從輪迴的循環中得到解脫的必要條件， 而解脫乃耆那教徒修行的終極目標。耆那教徒與印度教徒、佛教徒都有這共同目標，但耆那教徒的做法格外嚴謹和全面。他們在日常生活中（尤其食物）實踐非暴力的謹慎和徹底塑造了他們的一生，也是耆那教徒最顯著的身份標誌。 該嚴格規範的連帶影響是禁慾主義的實行，這在耆那教當中是大力鼓勵的，包括僧侶和在家眾。 在五種生物中，家庭住戶禁止故意殺害或破壞所有生物，最低等級的（只有觸覺的單感官生物，例如蔬菜、草本植物、穀類等）除外。

## 實踐
- 對耆那教徒來說，奶素是必須的。由於植物只有一個感官（觸覺），是發育程度最低的生物，因此耆那教徒只允許食用植物來源的食物，以及乳製品。成分中含有死去的動物或蛋的食物是不可接受的。[17][18] 因為現代工業化的生產乳製品的過程涉及對農場動物的暴力，[19][20][21][22] 故有些耆那教學者和行動主義者提倡純素主義。[23][24] 而在古代，乳牛永遠不會被宰殺，且能得到良好的照料。[25] 根據耆那教文獻，家庭住戶不應食用四種墮落的食物：酒、肉、牛油、蜂蜜。另外還有無花果屬的水果。[26][27]
- 耆那教徒盡最大的努力避免傷害小昆蟲和其他小動物，[28][29][30][31] 因為他們相信無論是無心或故意造成的傷害，都應同樣受到譴責。[32][33][34][35][36] 因此，在預備餐飲，乃至進食、喝水的過程中，他們竭盡全力地確保沒有對細小的生物構成傷害。[37][38]
- 傳統上，耆那教徒禁止飲用未經過濾的水。在古印度，階梯井是食水的來源。用作過濾的布會被反轉，倒入一些已過濾的水，這樣做能讓水中微生物返回原來的水體。這種做法在梵語中稱為jivani或bilchavani。隨著水管的使用，這種做法已經不可行。現代耆那教徒也可能用傳統方法過濾自來水，有少數人繼續沿用傳統的濾水方式，即使是商業的礦泉水或瓶裝水亦如是。
- 耆那教徒在日常生活中盡最大的努力避免傷害植物，他們只接受為了人類生存而必需的暴力，所以他們有防止對植物構成不必要暴力的指引。[39][40][41] 嚴格的耆那教徒不會食用根莖類蔬菜，例如馬鈴薯、洋蔥、根部和球莖，它們在梵語中稱為ananthkay，[27] 意思是包含無限生命的個體。根莖類蔬菜如馬鈴薯，儘管在表面上只是一個個體，卻已包含無限的生命。在拔起植物時會傷害到微小的生命，加上球莖能夠發芽，也被視為生命。[42][43][44] 還有，食用多數根莖類蔬菜須把整株植物拔掉和殺死，而食用多數陸地上生長的蔬菜不會殺死植物（它能在採收後繼續存活，或由於季節性因素而自然枯萎）。綠葉蔬菜和水果包含不可數的生命，但非無限。乾豆、扁豆、穀類、堅果和種子包含可數的生命，所以食用這類食物能把對生命的傷害減至最低。
- 禁止食用蘑菇、真菌和酵母，因為它們在不衛生的環境下生長，從而波及到其他生命。
- 禁止食用蜂蜜，因為採蜜的過程中涉及對蜜蜂的暴力。[45][46][38]
- 耆那教日落之後就不食，文獻指出家庭住戶不應該在晚上烹飪和進食。根據經典Puruşārthasiddhyupāya：

還有，即使已點亮了燈，但一個人又怎麼能夠不在日照下進食，以防止對食物中微小的生物構成暴力呢？——Puruşārthasiddhyupāya (133)
- 嚴格的耆那教徒不會食用過夜存放的食物，因為相比起即日預備並食用的食物，過夜食物有較高的微生物含量（如細菌、酵母等）。因此，他們不會食用乳酪、鷹嘴豆蒸糕（dhokla，印度古吉拉特邦的甜點）和蒸米漿糕，除非它們是在同一天新鮮預備的。
- 在一個月內的特定日子和重要的宗教節日如贖罪日，嚴格的耆那教徒會避免食用綠葉蔬菜，伴隨著對根莖類蔬菜的限制。儘管如此，耆那教徒也能發展出多元化的美食。除了一般的蔬菜、無酵母麵包、扁豆和米飯外，他們還能準備各種佳餚。[48]
- 耆那教徒不會食用發酵的食物（啤酒、葡萄酒和其他酒精），以避免在發酵過程中殺死大量微生物。[49] 根據經典Puruşārthasiddhyupāya：

酒迷惑思想。被迷惑的人，容易忘失虔誠。忘失虔誠者，往往毫不猶豫地犯下暴力。——Puruşārthasiddhyupāya (62)

## 對印度素食的影響
印度某些地區的素食深受耆那教影響。它們包括：
- 古吉拉特耆那教料理[51]
- 拉賈斯坦邦的馬哇里（Marwari）耆那教料理
- 印度中部的班德肯（Bundelkhand）耆那教料理
- 德里／北方邦的阿格拉沃爾（Agrawal）耆那教料理
- 馬哈拉施特拉邦南部的馬拉地（Marathi）耆那教料理
- 卡納塔克邦的卡納塔克（Karnataka）耆那教料理
- 坦米爾納杜邦北部的坦米爾（Tamil）耆那教料理

在印度，素食被視為對任何人、在任何場合都是合適的。這使素食餐廳頗為盛行。很多素食餐廳和甜品店都是由耆那教徒經營的，例如位於德里的Ghantewala （已於2015年結業），以及位於薩格爾的Jamna Mithya。
印度的一些餐廳提供去掉蘿蔔、馬鈴薯、洋蔥和蒜頭的耆那教素食餐。有些航空公司會因應乘客的事先要求而提供耆那教餐飲。 嚴格的耆那教素食不含根莖類蔬菜如蘿蔔、甜菜頭、馬鈴薯等。

## 歷史背景
在公元前6世紀，當筏馱摩那復興和重組耆那教群體時，不害是一項已確立並被嚴格遵守的規則。 被西方歷史學家視為歷史人物 的耆那教23代祖師巴濕伐那陀生活在大約公元前8世紀， 他建立了筏馱摩那父母屬於的群體。 巴濕伐那陀的追隨者發誓遵守不害，為四戒之一（其餘三戒為不偷竊、誠實語、不執取）。
在筏馱摩那的時代及隨後的數百年間，耆那教徒批評佛教徒和吠陀宗教的追隨者在實行不害上的疏忽和不一致性。耆那教徒尤其反對動物獻祭的吠陀傳統，連同吃肉和狩獵。
根據著名的坦米爾語經典蒂魯古拉爾（被部分學者視為耆那教徒的作品）：
如果這世界不購買和食用肉類，便沒有人會從事屠宰和提供肉類出售。 （第256首）

有些婆羅門，例如克什米爾班智達、孟加拉婆羅門和薩拉斯瓦蒂婆羅門在傳統上吃肉（主要為海鮮）。然而，在受到耆那教深刻影響的地區如拉賈斯坦邦和古吉拉特邦，或過去曾深受其影響的地區如卡納塔克邦和坦米爾納杜邦，婆羅門是嚴格的素食者。印度國民大會黨前領袖巴爾·甘格達爾·提拉克形容耆那教是不害的創始者。他在信中寫道：
在古代，無數的動物在獻祭中被屠宰，這在不同詩作如《雲使》（Meghaduta）中可找到證據。但是，使這源自婆羅門宗教的可怕屠殺消失的功勞，應歸於耆那教。

### 引用
1. ↑  .   [2020-02-06]. （原始内容存档于2018-07-11）.
2. ↑  Natubhai Shah 2004，第249頁.
3. ↑  Laidlaw 1995，第26-30頁.
4. ↑  Laidlaw 1995，第191-195頁.
5. 1 2  Dundas 2002，第160頁.
6. ↑  Wiley 2006，第438頁.
7. ↑  Laidlaw 1995，第153-154頁.
8. ↑  Hemacandra, Yogashastra 2.31.
9. ↑  Laidlaw 1995，第154-160頁.
10. ↑  Jindal 1988，第74-90頁.
11. ↑  Tähtinen 1976，第110頁.
12. ↑  Dundas 2002，第176-177頁.
13. ↑  Dundas 2002，第187-192頁.
14. ↑  Dundas 2002，第199-200頁.
15. ↑  Laidlaw 1995，第153-159頁.
16. ↑  Champat Rai Jain 1917，第79頁.
17. ↑  Laidlaw 1995，第166-169頁.
18. ↑  Tähtinen 1976，第37頁.
19. ↑  . Fooduncovered.org.   [2020-02-08]. （原始内容存档于2021-01-24）.
20. ↑  . Atmadrarma.com.   [2020-02-08]. （原始内容存档于2021-02-27） （英语）.
21. ↑  . Vegansociety.com.   [2020-02-08]. （原始内容存档于2020-05-10） （英语）.
22. ↑  . Peta.org.   [2020-02-08]. （原始内容存档于2021-04-27） （英语）.
23. ↑  . Linzey, Andrew,. Milton Park, Abingdon, Oxon. ISBN 978-0-429-48984-6. OCLC 1056109566.
24. ↑  Evans, Brett. . Journal for Undergraduate Ethnography. 2012, 2 (2): 21–32  [2020-02-06]. ISSN 2369-8721. doi:10.15273/jue.v2i2.8146. （原始内容存档于2021-03-07） （美国英语）.
25. ↑  . Linzey, Andrew. Milton Park, Abingdon, Oxon. ISBN 9780429489846. OCLC 1056109566.
26. ↑  Vijay K. Jain 2012，第44頁.
27. 1 2  , NDTV, 9 April 2017  [2020-02-06], （原始内容存档于2017-07-20）
28. ↑  Jindal 1988，第89頁.
29. ↑  Laidlaw 1995，第54頁.
30. ↑  Laidlaw 1995，第154-155頁.
31. ↑  Laidlaw 1995，第180頁.
32. ↑  Sutrakrtangasutram 1.8.3
33. ↑  Uttaradhyayanasutra 10
34. ↑  Tattvarthasutra 7.8
35. ↑  Dundas 2002，第161-162頁.
36. ↑  Granoff 1992，第32-35頁.
37. ↑  Sangave 1980，第260-261頁.
38. 1 2  Tähtinen 1976，第109頁.
39. ↑  Lodha 1990，第137-141頁.
40. ↑  Tähtinen 1976，第105頁.
41. ↑  Dundas 2002，第106頁.
42. ↑  Laidlaw 1995，第156-157頁.
43. ↑  Laidlaw 1995，第167-170頁.
44. ↑  Sangave 1980，第260頁.
45. ↑  Hemacandra: Yogashastra 3.37
46. ↑  Laidlaw 1995，第166-167頁.
47. ↑  Vijay K. Jain 2012，第86頁.
48. ↑  . yourvegrecipe.com.   [2018-01-07]. （原始内容存档于2021-04-11） （英语）.
49. ↑  , NDTV, 2 April 2015, （原始内容存档于4 April 2016）
50. ↑  Vijay K. Jain 2012，第45頁.
51. ↑  . The Hindu. 2004-06-30  [2010-05-05]. （原始内容存档于2004-11-21）.
52. ↑  , Hinduonnet.com, 7 November 2002  [2020-02-13], （原始内容存档于2011-07-11）
53. ↑  . Evaair.com.   [2020-02-13]. （原始内容存档于2020-06-11）.
54. ↑  . Happycow.net.   [2020-02-13] （英语）.
55. ↑  . Emirates.com.   [2020-02-13]. （原始内容存档于2021-03-09） （英语）.
56. ↑  . Tarladalal.com.   [2020-02-13]. （原始内容存档于2010-08-02） （英语）.
57. ↑  Goyal 1987，第83-85頁.
58. ↑  Chatterjee 2000，第14頁.
59. ↑  Dundas 2002，第19, 30頁.
60. 1 2  Tähtinen 1976，第132頁.
61. ↑  Dundas 2002，第30頁.
62. ↑  Chatterjee 2000，第15頁.
63. ↑  Acaranga Sutra 2.15
64. ↑  Chatterjee 2000，第20-21頁.
65. ↑  Sthananga Sutra 266
66. ↑  Goyal 1987，第83-84頁.
67. ↑  Goyal 1987，第103頁.
68. ↑  Dundas 2002，第234頁.
69. ↑  Dundas 2002，第241頁.
70. ↑  Wiley 2006，第448頁.
71. ↑  Granoff 1992，第1-43頁.
72. ↑  Tähtinen 1976，第8-9頁.
73. ↑  Tiruvaḷḷuvar 2000.
74. ↑  Bombay Samachar, Mumbai:10 Dec, 1904

### 資料
- Alsdorf, Ludwig, , Wiesbaden, 1962
- Chatterjee, Asim Kumar,  1 2nd rev., New Delhi: Munshiram Manoharlal Publishers, 2000, ISBN 81-215-0931-9
- Dundas, Paul,  Second, London and New York City: Routledge, 2002 [1992]  [2020-06-19], ISBN 0-415-26605-X, （原始内容存档于2017-01-22）
- Granoff, Phyllis, , Journal of the International Association of Buddhist Studies, 1992, 15
- Goyal, Śrīrāma, , Meerut: Kusumanjali Prakashan, 1987
- Jain, Champat Rai, , The Central Jaina Publishing House, 1917  [2020-06-19], （原始内容存档于2021-04-18） 本文含有此來源中屬於公有领域的内容。
- Jain, Jagdishchandra,  2nd, New Delhi, 1984
- Jain, Vijay K., , Vikalp Printers, 2012  [2020-06-19], ISBN 978-81-903639-4-5, （原始内容存档于2016-06-17）  本文含有此來源中屬於公有领域的内容。
- Jindal, K.B., , New Delhi, 1988
- Laidlaw, James, , Oxford, 1995
- Lodha, R.M., , New Delhi, 1990
- Sangave, Vilas Adinath,  2nd, Bombay: Popular Prakashan, 1980  [2020-06-19], ISBN 978-0-317-12346-3, （原始内容存档于2021-04-18）
- Shah, Natubhai,  I, Motilal Banarsidass, 2004 [First published in 1998]  [2020-06-19], ISBN 81-208-1938-1, （原始内容存档于2020-01-07）
- Tähtinen, Unto, , London, 1976
- Tiruvaḷḷuvar, , trans. Satguru Sivaya Subramuniyaswami, New Delhi: Abhinav Publications, 2000, ISBN 81-7017-390-6
- Wiley, Kristi L., Flügel, Peter , 编, , London, 2006

## 外部連結
- List of Foods that are not-Jain （页面存档备份，存于）